# Edifici de Les Cigonyes
L'edifici de "Les Cigonyes" o també Casa de les Cigonyes, és un edifici ubicat a la Plaça de la Independència de la ciutat de Castelló de la Plana, Plana Alta, País Valencià.
Aquest edifici residencial plurifamiliar forma part d'un conjunt d'edificis que defineixen un llenç de façana de la plaça, reflex de l'arquitectura de principis de segle a Castelló. La situació de l'edifici dins l'entorn de la plaça fa que destaque sobre els altres inclús des de diferents perspectives, degut als seus colors cridaners i per la seua vàlua arquitectònica.
L'edifici de "Les Cigonyes", potser és el més destacat del seu entorn pel seu llenguatge colorista de tipus modernista. Construït en 1912, s'atribueix a l'arquitecte castellonenc Godofredo Ros de Ursinos.
Forma part de l'àmbit delimitat pel Pla Especial de Protecció Ribalta-Tetuán, per la qual cosa presenta un grau de protecció.

## Edifici

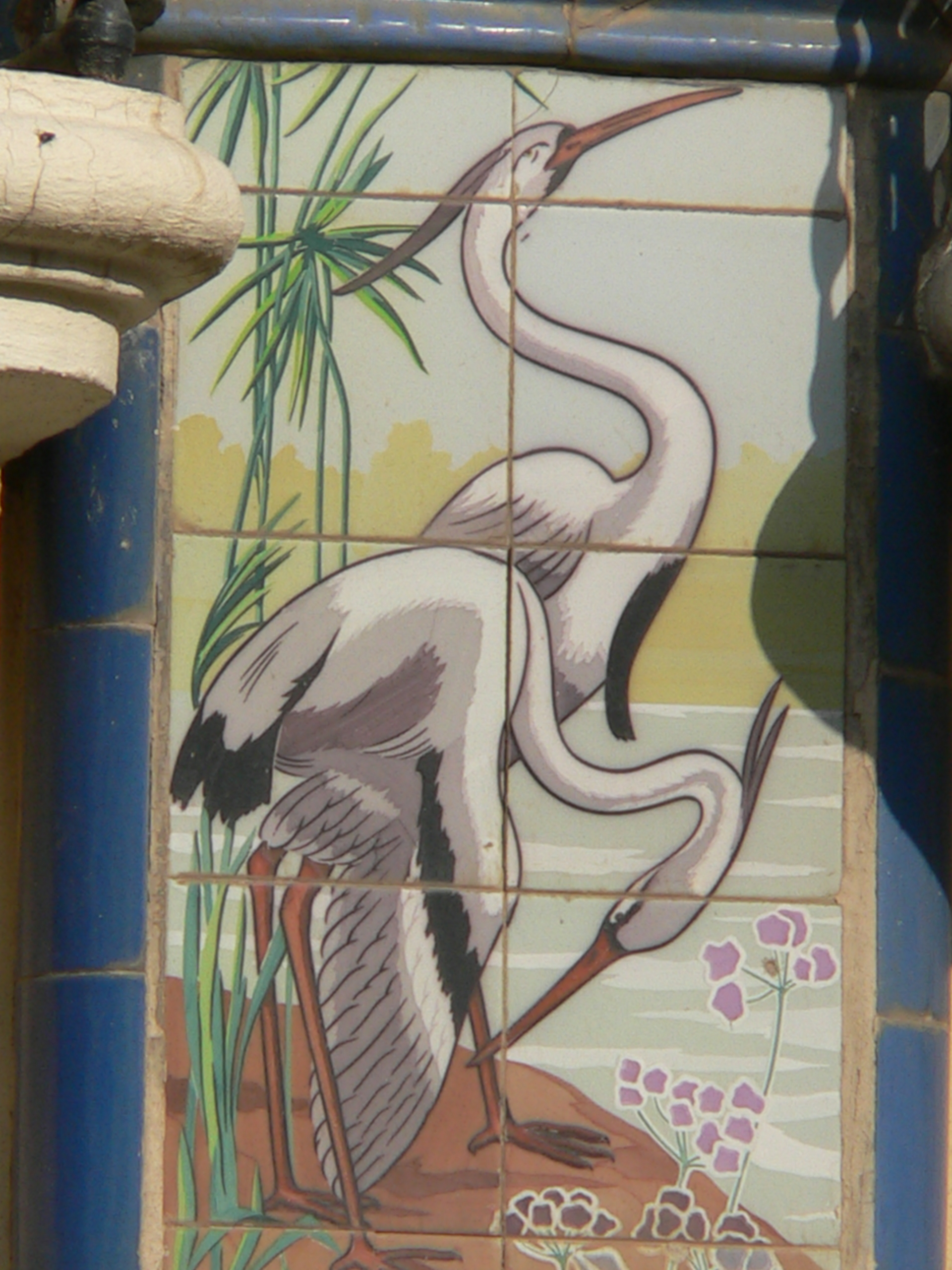
Detall dels panells ceràmics amb cigonyes.

Es desenvolupa en tres plantes més una andana, amb una àmplia façana on es diferencia clarament la planta baixa de les superiors. La planta baixa s'estructura en tres buits resctangulars acabats en arcs de mig punt disposats simètricament, destacant per la seua major grandària el buit central, on se situa l'accés als habitatges. Aquest tram de façana té un acabat amb un parament llis i un sòcol corregut de pedra en la part inferior.
Les plantes superiors constitueixen un llenç ben organitzat compositivament a través de quatre buits verticals oberts a balcons de ferro decorats amb motius modernistes. Aquestos buits se separen per unes amples pilastres decorades amb ceràmica blava que introdueixen una escala de major proporció en l'alçat en unificar l'aspecte de les plantes superiors.
Les pilastres es rematen amb dues petites columnes tornasolades sobre les quals hi ha poms amb forma de bulb. En l'inici de les pilastres, a la part superior de la planta baixa, apareix una decoració policroma amb imatges de cigonyes, tret que dona nom a l'edifici.
La banda superior de les golfes rep una atenció ornamental major, els òculs formen part d'una peça rectangular de contorn sinuós i decorada amb motius vegetals en relleu amb peces ceràmiques de colors cridaners.